# آنگن
آنگن (به ژاپنی: 安元 Angen) نام یک عصر تاریخی ژاپنی (نِنگُو) بود. این عصر بعد از جوآن (دوره) و قبل از جیشو قرار داشت و از ژوئیه ۱۱۷۵ تا اوت ۱۱۷۷ میلادی به طول انجامید. در طی این عصر امپراتور تاکاکورا، امپراتور ژاپن بود.